# حادث طائرة كييما 1938

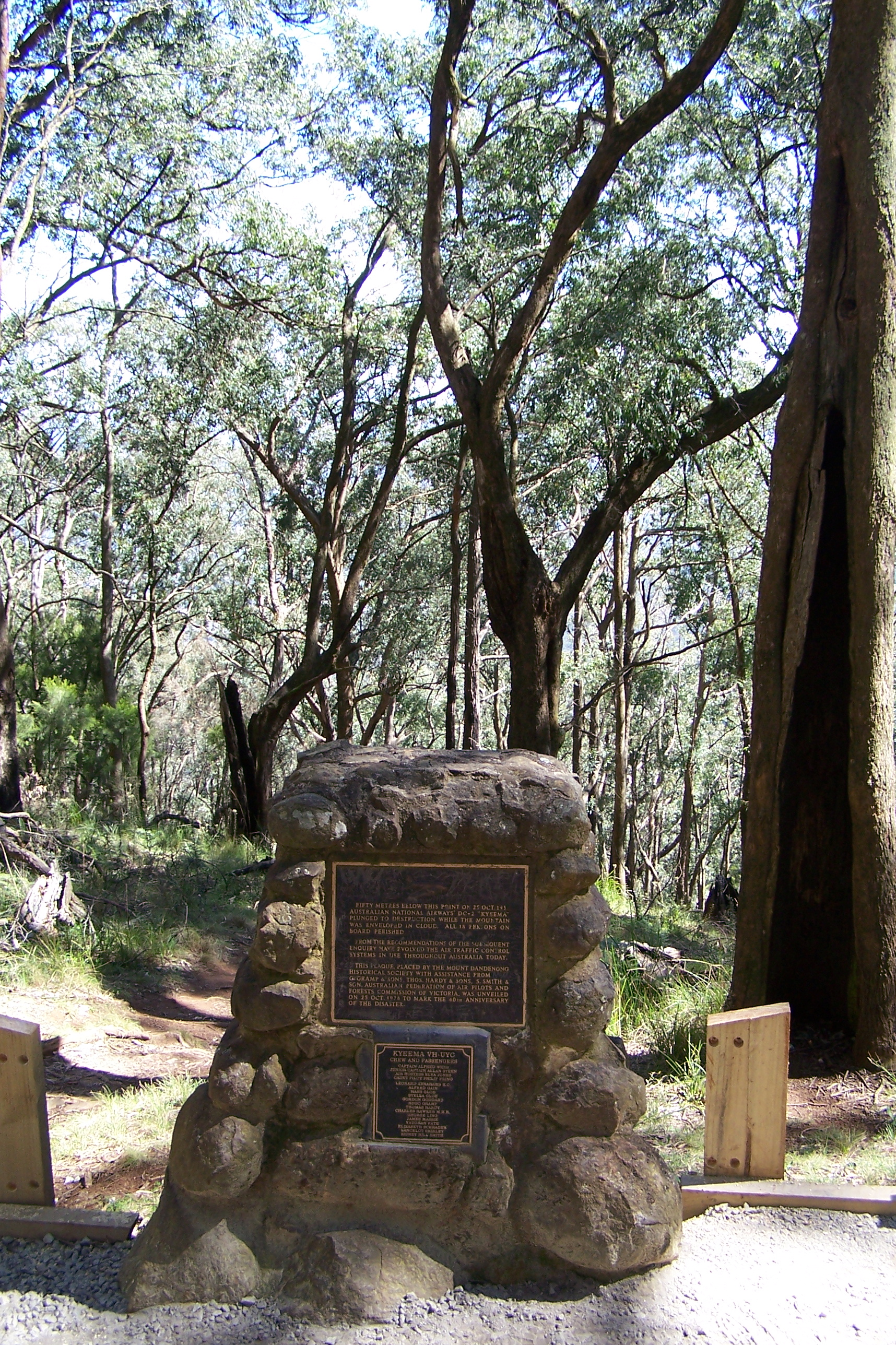
كومة من الحجارة وضعت كذكرى عند موقع الحادث.

حصل حادث كييما عام 1938 The 1938 Kyeema crash بالجانب الغربي من جبل داندينونج في ولاية فيكتوريا، وبالضبط بتاريخ 25 أكتوبر 1938، مات من الحادث 18 شخصا عند سقوط تلك الطائرة وهي من نوع دي سي 2 وتسجيلها VH-UYC تابعة للخطوط الوطنية الأسترالية -كييما هو اسم الطائرة- كانت قادمة من أديليد وتجهة إلى ملبورن. سبب الحادث مشترك ما بين الضباب الكثيف واستخدام لممارسة ملاحية عفا عليها الزمن والتي تعتمد فقط على رؤية المعالم الأرضية لتحديد الموقع. التحقيقات التي تلت الحادث قررت بأن الطيار اعتقد بأنه ينزل للهبوط على مطار ايسندون، ولكنه حاد عن الطريق بشكل قاتل فاصطدم بالجبل. وبما أنه لم يكن الحادث الأول في أستراليا إلا أنه الفريد من نوعه بسبب أنها كانت أول طائرة تستخدم الراديو بذلك الوقت.
القتلى من الحادث كانوا برلمانيين ومحاميين وكتاب عدل ومدراء لشركات نبيذ وزوجين كانا بشهر عسل وأربعة من الطاقم.
أنشئت لجنة ملكية لمعرفة سبب الكارثة، وقد حددت الحكومة الاتحادية لجنة للتحقيق في الحوادث الجوية للرد على طلبات الاستفسار في 30 أكتوبر 1938. وبسبب ذلك الحادث، فقد تم إنشاء لوائح تتطلب التأكد من موظفي مراقبة الطيران لمراقبة الرحلات الجوية وتقديم المشورة بخصوص الموقع والطقس وخيارات الهبوط البديلة للطائرات. وقد نفذ مشروع نظام اتصالات مع الطائرة كان قد اقترح لتزويد الطيار معلومات عن موقعه.

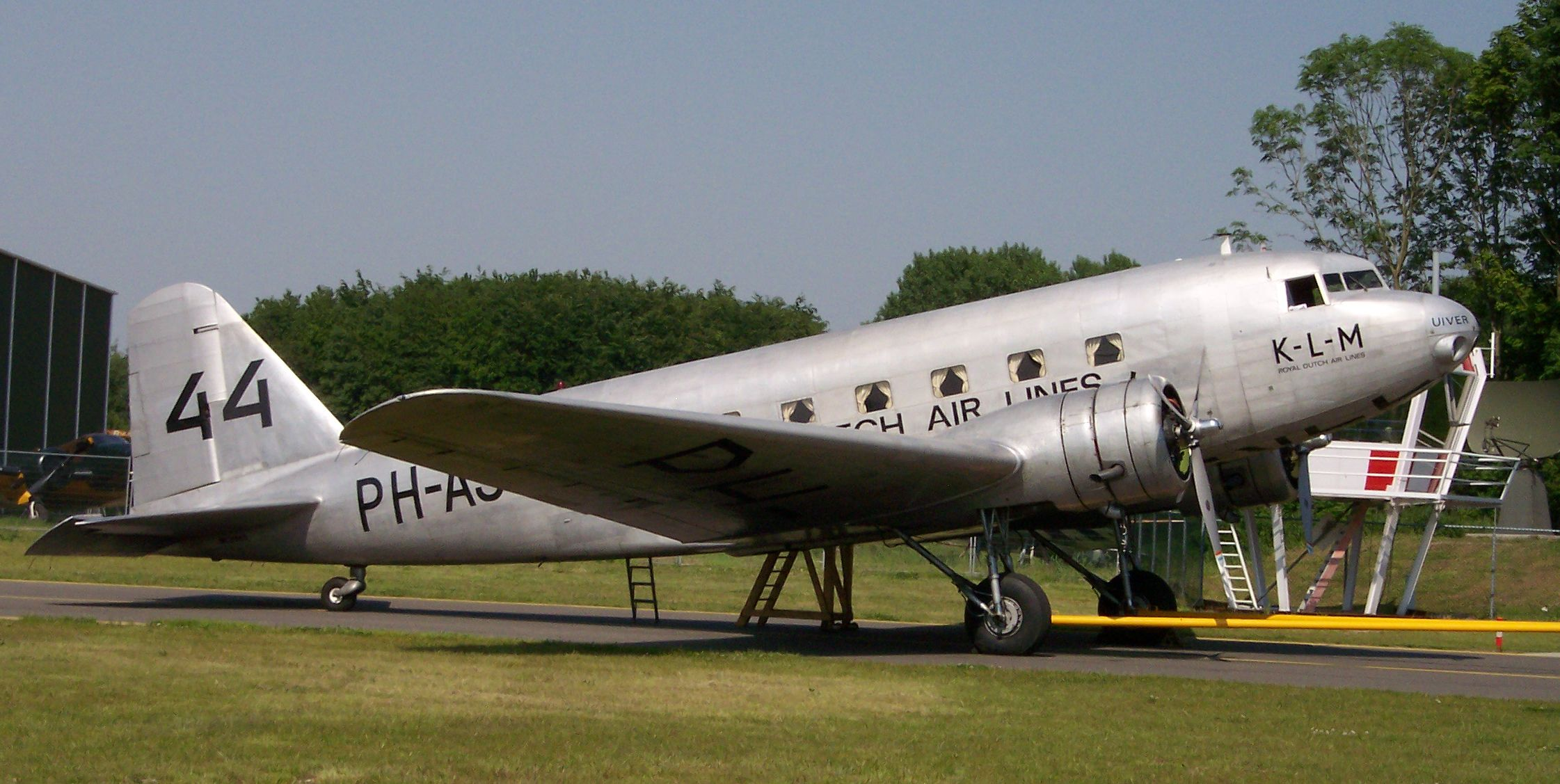
تعليق

## وصلات خارجية
- Hugo Gramp Bio
- Charles Hawker Bio
- CASA Doc